# Juan Madera
Juan de Dios Madera (Buenos Aires; 2 de marzo de 1782 - Buenos Aires; 13 de marzo de 1829) fue un médico argentino, cirujano de los ejércitos de la guerra de la Independencia Argentina y de las guerras civiles argentinas y se destacó en la lucha contra la viruela.

## Biografía
En 1801 ingresó en la escuela de medicina del Protomedicato, presidido por Tomás O'Gorman, y se presume que le fue reconocido el título de médico en 1805.
Luchó contra las Invasiones Inglesas y fue herido en combate; trasladado al hospital de San Miguel, prestó servicios médicos juntamente con los médicos que lo atendieron. Durante la segunda invasión fue practicante en los hospitales de sangre organizados por el Cabildo de Buenos Aires. En 1808 fue nombrado cirujano del Regimiento de Patricios.
En el cabildo abierto del 22 de mayo de 1810 —hecho crucial en el proceso de la Revolución de Mayo— votó a favor de la deposición del virrey Cisneros. El día 25 fue también uno de los firmantes de la representación del pueblo que forzó la formación de la Primera Junta.
Fue nombrado cirujano del Ejército del Norte en los comienzos de la campaña contra la Contrarrevolución de Córdoba. Antes de partir contrajo apresuradamente matrimonio. Al ser capturado el exvirrey Santiago de Liniers, atendió sus necesidades médicas, antes de que fuera enviado a Buenos Aires —aunque en el camino sería fusilado—. Colaboró en la marcha del Ejército hacia el norte y asistió a los heridos de las batallas de Cotagaita, Suipacha y Huaqui.
De regreso en Buenos Aires fue nombrado director del hospital militar, y adiestró a los médicos que servirían en los ejércitos en las futuras campañas, tanto al Alto Perú como a la Banda Oriental. Acumuló además el título de médico del Regimiento de Granaderos a Caballo y médico del puerto de Buenos Aires. Durante muchos años fue miembro del Protomedicato y profesor de la Escuela de Medicina y Cirugía, que dirigiría tras el fallecimiento del doctor Cosme Argerich.
En 1815 fue el médico del ejército que invadió la provincia de Santa Fe bajo el mando del coronel Viamonte. Cuando éste fue derrotado y tomado prisionero, fue autorizado especialmente a retirarse a Buenos Aires.
Dos años más tarde recomendó una serie de medidas para prevenir la entrada a la ciudad de la fiebre amarilla, que estaba haciendo estragos en Europa y los Estados Unidos. Dirigió la instauración de medidas de cuarentena y reinició la costumbre de la visita médica a los buques antes del desembarco, que había sido imprudentemente abandonada.
Más tarde fue médico de la Casa de Niños Expósitos, pero tuvo serios problemas con el director de la misma, canónigo Saturnino Segurola; resolvió el conflicto logrando la expulsión de éste. En 1821, al ser creada la Universidad de Buenos Aires, rindió un examen por el cual se le extendió el título de doctor en medicina. Fue el administrador del Instituto de la Vacuna, y al año siguiente uno de los médicos fundadores del Departamento —después Facultad— de Medicina de la Universidad de Buenos Aires, donde dictó clases de patología. Tras años de solicitudes en ese sentido, logró que los alumnos fueran admitidos junto con sus profesores en el hospital de hombres, después de años de solicitarlo.
Encontró una vaca infectada de viruela en el barrio de Barracas, y con ella preparó la vacuna durante años, sin tener que importar cepas desde Europa.
Falleció en Buenos Aires el 2 de marzo de 1829.